# Comuna Ozereanî, Halîci
Ozereanî (în ucraineană Озеряни) este o comună în raionul Halîci, regiunea Ivano-Frankivsk, Ucraina, formată din satele Ozereanî (reședința) și Sloboda.

## Demografie
Componența lingvistică a comunei Ozereanî
     Ucraineană (99,78%)
Conform recensământului din 2001, majoritatea populației comunei Ozereanî era vorbitoare de ucraineană (99,78%), existând în minoritate și vorbitori de alte limbi.